# シモーヌ・デーレンクール
シモーヌ・デーレンクール（Simone D’Aillencourt、1930年9月22日 - 2017年7月23日）は、フランスの元女性ファッションモデル。イゼール県ヴィジーユ出身。本名はシモーヌ・ベナゼラフ（Simone Bénazéraf）。夫はジョゼ・ベナゼラフ。